# Meganthias
Meganthias (лат.) — род лучепёрых рыб семейства каменных окуней (Serranidae). Распространены в Индо-Тихоокеанской области и восточной части Атлантического океана. Максимальная длина тела представителей разных видов варьирует от 27,8 до 37,4 см.

## Виды
В состав рода включают 4 вида
- Meganthias carpenteri Anderson, 2006
- Meganthias filiferus Randall & Heemstra, 2008
- Meganthias kingyo (Kon, Yoshino & Sakurai, 2000)
- Meganthias natalensis (Fowler, 1925)